# بيل ووكر (ملحن)
بيل ووكر (بالإنجليزية: Bill Walker)‏ هو موزع وملحن أمريكي وأسترالي، ولد في 28 مايو 1937 في سيدني في أستراليا.

## وصلات خارجية
- بيل ووكر على موقع IMDb (الإنجليزية)
- بيل ووكر على موقع ميوزك برينز (الإنجليزية)
- بيل ووكر على موقع ديسكوغز (الإنجليزية)
- بيل ووكر على موقع قاعدة بيانات الفيلم (الإنجليزية)